# Eulogio Altamirano
Pedro Eulogio Altamirano Aracena (San Felipe, 1 de agosto de 1835 - Santiago, 17 de marzo de 1903), fue un militar, abogado y político chileno.

## Primeros años de vida
Fue hijo de Manuel Altamirano y Pilar Aracena. Se graduó de abogado en 1860. Sus estudios los realizó en el Liceo de San Felipe; Instituto Nacional desde 1852; cursos de Leyes del Instituto Nacional y juró como abogado el 11 de agosto de 1859.

### Matrimonios e hijos
Casado con Adelina Talavera Appleby, con quien fue padre del General Luis Altamirano Talavera, que llevará a cabo un golpe militar en 1925 contra la presidencia de Arturo Alessandri Palma y se presentaría a Chile como presidente de facto. En segundo matrimonio, con Teresa Talavera Appleby, hermana de la anterior; y casado por tercera vez, con Elena Talavera Appleby, hermana de sus anteriores mujeres; tuvieron dos hijos.

## Carrera judicial
En mayo de 1865 fue nombrado juez del crimen de Valparaíso y en abril de 1869 juez del crimen de Santiago. El 2 de agosto de 1870 fue nombrado ministro de Justicia, Culto e Instrucción Pública.
También fue designado ministro del Interior en todo el periodo del Presidente Federico Errázuriz Zañartu (1871-1876).

## Carrera política
El 18 de septiembre de 1871 ocupó la cartera de Ministro del Interior y Relaciones Exteriores, subrogando al Ministro de Guerra y Marina en la misma fecha.
En 1873 salió elegido diputado por Concepción y Talcahuano por el Partido Conservador. Subrogó al Ministro Guerra y Marina (1875). Nombrado Intendente de Valparaíso y comandante general de Marina (1876).
Senador de la República en 1876, por la provincia de Concepción, mantuvo el cargo hasta 1882. En 1880 se le nombró ministro plenipotenciario y secretario del ejército en campaña (Guerra del Pacífico). Participó como representante de Chile en la fracasada Conferencia de Arica en octubre de 1880 que debía finalizar la Guerra. Hizo la campaña de Lima y se encontró en las batallas de Chorrillos y Miraflores (1881).

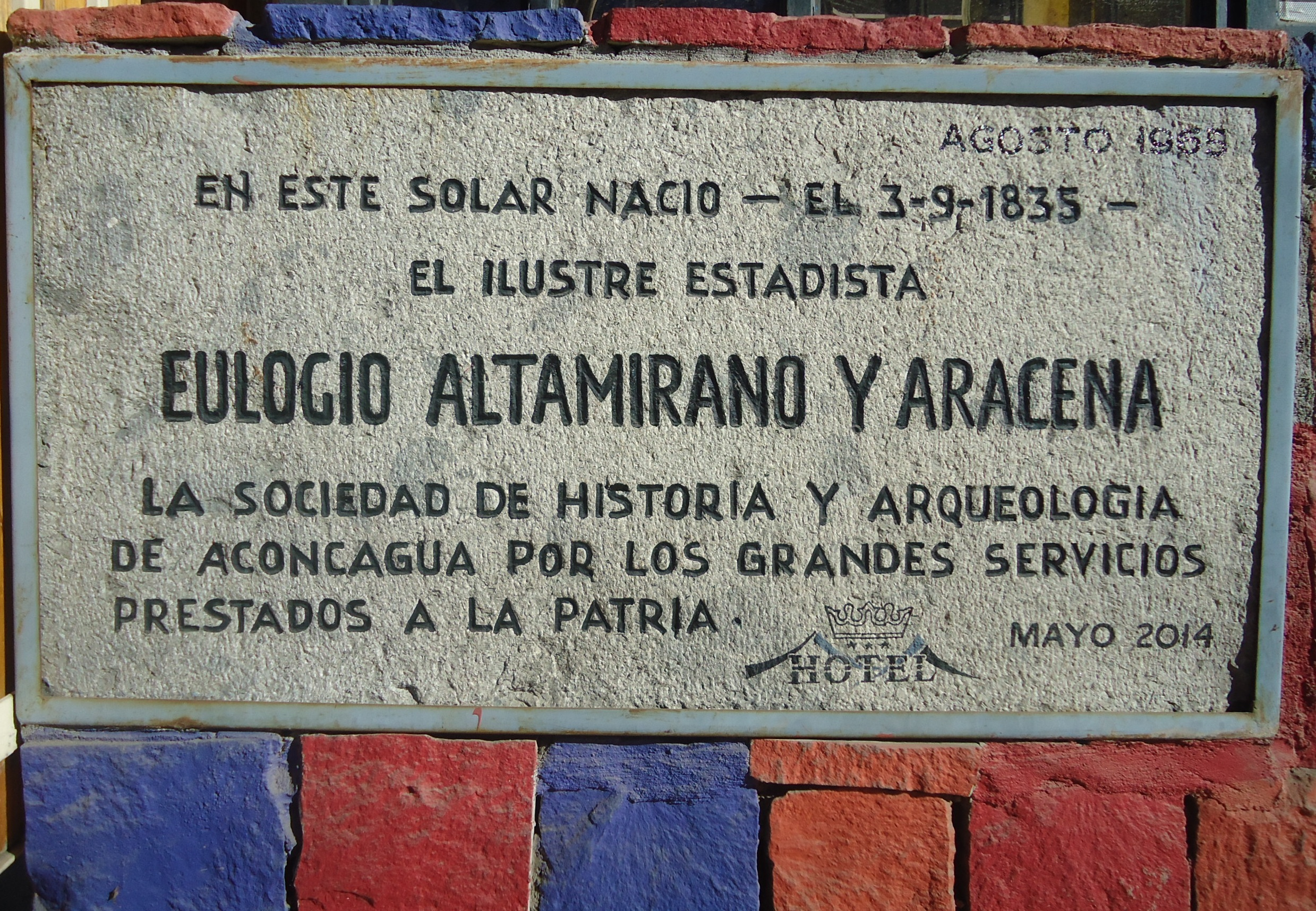
Placa conmemorativa otorgada por la Sociedad de Historia y Arqueología de Aconcagua, actualmente la casa donde nació es una hostería.

En marzo de 1884 es nombrado como el primer Director de la Empresa de los Ferrocarriles del Estado, siendo creado este cargo el 4 de enero del mismo año. Mantuvo este cargo por un año.
En 1885 volvió al Senado, esta vez representando a la provincia de Valparaíso, cargo del cual salió en 1894. Opositor al gobierno de José Manuel Balmaceda Fernández en la Guerra Civil de 1891. Tras el triunfo de la revolución, mantuvo su cargo de senador. 
En 1894 es designado Intendente de Valparaíso. Su actuación se vio ensombrecida por el asesinato del periodista liberal redactor del diario “El Comercio de Valparaíso”, Rodolfo León Lavín, hecho acaecido siendo él intendente de la provincia. No dispuso que se instruyera un proceso, ni dio a conocer en documento público la comunicación a las Cortes de Justicia. No tomó ninguna medida de castigo.
Triunfante la revolución de 1891, volvió a su puesto de Defensor de Menores, para el cual había sido nombrado en 1890, y permaneció en este cargo hasta su fallecimiento el 17 de marzo de 1903.